# Маркіза де Помпадур
Жа́нна-Антуане́тта Пуассо́н, маркіза де Помпаду́р (фр. Jeanne-Antoinette Poisson, Marquise de Pompadour, 29 грудня 1721, Париж, Франція — 15 квітня 1764, Версаль, Франція) — фаворитка французького короля Людовика XV. Мала великий вплив на короля, визначала політику країни впродовж майже 20 років. Відома як прихильниця просвітництва, меценатка, підтримувала публікацію «Енциклопедії» Дідро і Даламбера.

## Ранні роки життя
Народилася 29 грудня 1721 в Парижі. За різними версіями, її справжнім батьком був багатий фінансист Ле Нормант де Турнегем, який пізніше став її офіційним опікуном. В той час її офіційний батько Франсуа Пуассон — один з паризьких фінансистів, був вимушений залишити Францію у 1725 р. після скандалу навколо несплачених боргів. Ці звинувачення вісьмома роками пізніше були зняті, і він повернувся до Франції. Дівчина також мала молодшого брата — Абель-Франсуа Пуассон, який пізніше став Маркізом де Маріньї. Жанна-Антуанетта була розумною, вихованою та дуже привабливою — вміла добре танцювати, грати на клавікорді і була талановитою актрисою та співачкою.
Маркіза пізніше згадувала, що коли їй було дев'ять років, мати взяла її до ясновидця і той ніби їй сказав, що з часом вона пануватиме над серцем короля. Очевидно її мати повірила пророкуванню і відповідно дала їй прізвисько «Reinette» (маленька королева). Оскільки її батько бажав, щоб дочка навчалася основам католицизму, Жанна-Антуанетта провела рік в жіночому монастирі. Після повернення з монастиря, батьки почали займатися вихованням дівчини — її навчали, як декламувати, з часом вона вивчила на пам'ять цілі п'єси. Вона також вивчала ботаніку, малювання, як поводитися з чоловіками і як тримати домашнє господарство. Її опікун Норман де Туренгем, близький друг матері, платив за навчання дівчини. Завдяки цьому, зокрема, вона навчалася співу у відомих акторів та співаків свого часу, відвідувала паризькі салони, знайомилася з філософами та інтелектуалами, що пізніше стало їй в нагоді. Попри це, її батькам спочатку було важко знайти їй вдалого нареченого, ймовірно тому, що самі мали погану славу, а не тому, що дівчина мала якусь ваду.

## Шлюб та зустріч з королем

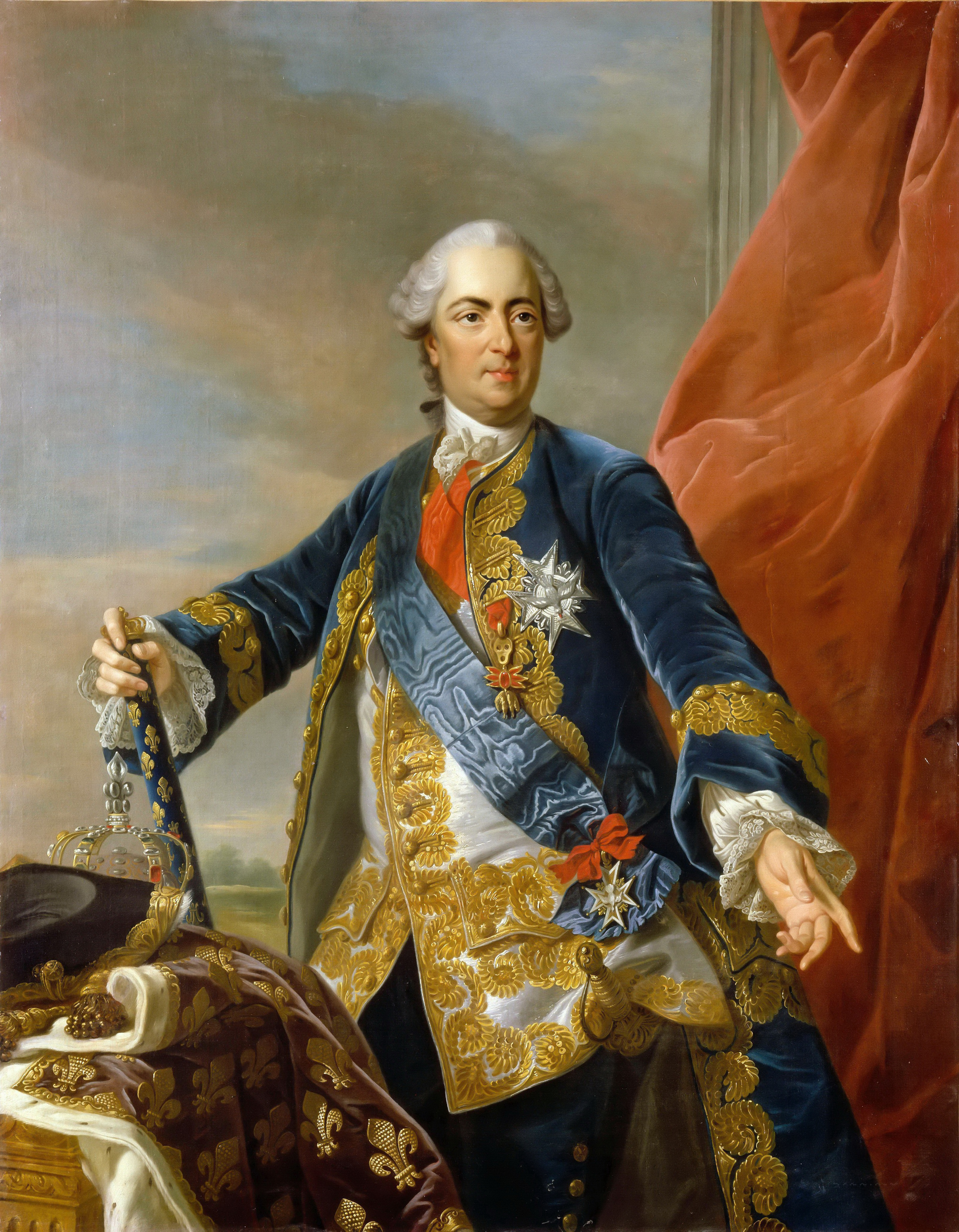
Король Людовик XV

Жанна-Антуанетта у 1741 (у віці 19 років) стала дружиною Шарля-Гільєма Ле Номана д'Етуаля, племінника її опікуна. За свідченням істориків, чоловік її справді кохав, але шлюб був укладений у великій мірі завдяки великому посагу, який батьки давали за нею: крім грошей, до весільного подарунку включили маєток в місцевості Етуаль.
У шлюбі народила двох дітей: хлопчик помер за рік після народження у 1741 р., і 10 серпня 1744 Александрина-Жанна (яку прозвали «Фанфан»). Жанна-Антуанетта мала яскраву зовнішність, була жвавою і дотепною. З часом вона заснувала власний салон в маєтку Етуаль за межами Парижа, до неї приїздило багато відомих особистостей, у тому числі і Вольтер.
Поступово мадам Пуассон стала відомою у паризькому світському світі, навіть король почув про неї. Вона сподівалася, що збудеться пророцтво її дитинства, і тому часто виїздила до королівського лісу, що знаходився поруч з її маєтком, в надії «випадково» зустрітися з королем на полюванні. Нарешті у 1745 р. їй вдалося потрапити на очі королю Людовику XV. Декілька придворних, у тому числі її свекор, намагалися познайомити її з монархом, зокрема також тому, що король все ще оплакував смерть колишньої фаворитки герцогині Шатеру. Але головною причиною було те, що після смерті кардинала Флері, який фактично керував державою, почалася боротьба за вплив на короля і деякі вельможі думали, що нова фаворитка короля допоможе їм у цій справі. У лютому 1745 р. Антуанетту запросили до королівського балу-маскараду у Версалі, на честь одруження сина короля. Одягнутій у вбрання богині Діани, богині полювання, їй вдалося залучити короля до бесіди. Вже в березні того ж року вона стала постійним відвідувачем Версалю, і король розпорядився відвести їй апартаменти у королівському палаці. Її кімната знаходилася якраз під його спальнею, і через потаємні сходи він щодня відвідував свою фаворитку.
Для того, щоб Жанна-Антуанетта могла бути представлена при дворі, вона мусила мати титул. Для цього король купив для неї маєток Помпадур, до якого був прикріплений титул маркізи, разом з гербом та регаліями. Таким чином вона офіційно стала маркізою і була юридично відокремлена від її пригніченого чоловіка. 14 вересня її представили при королівському дворі і вона почала швидко навчатися манерам складного придворного етикету. У віці 23 років збулося пророцтво і вона стала фавориткою короля, мала велику владу, вплив і повагу серед підданих. У цій якості вона швидко опинилася вплутаною у світ інтриг, альянсів та змов, що було характерним для королівського двору того часу.

## Роль при дворі

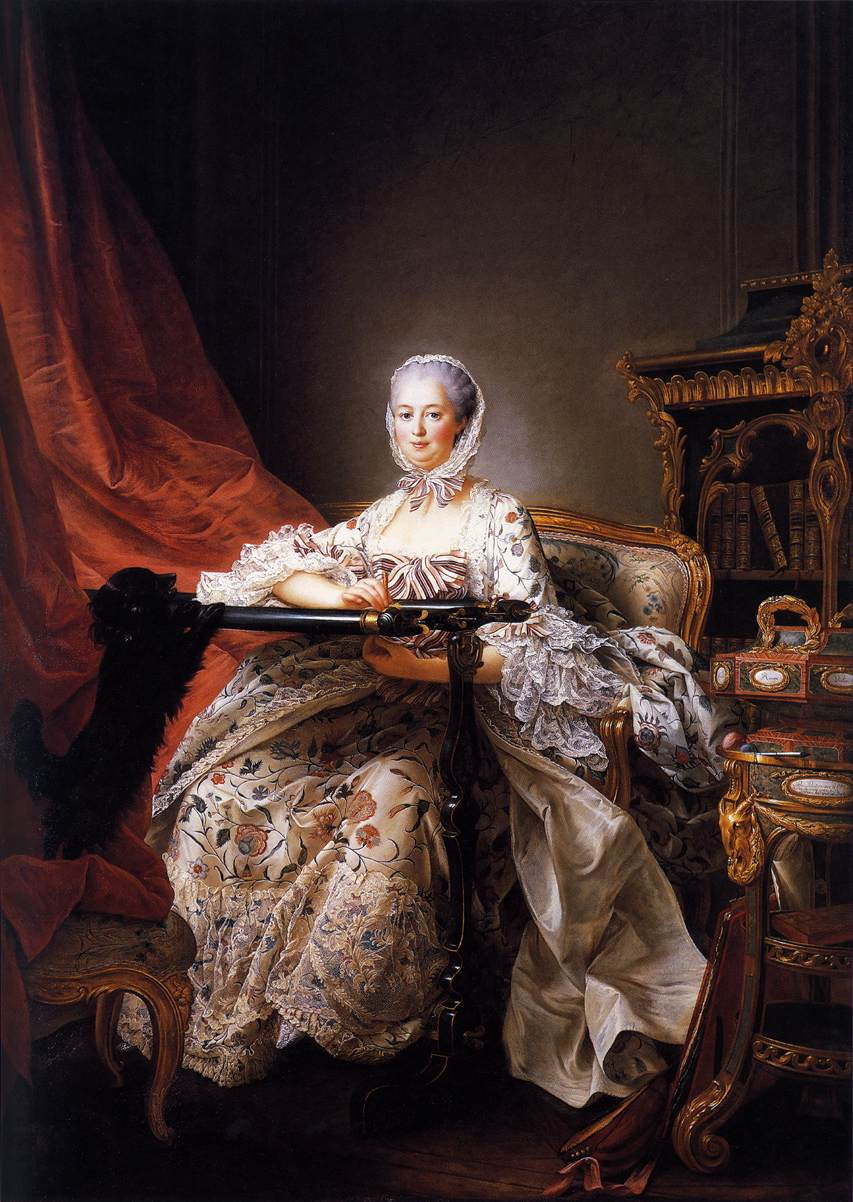
Останній портрет маркізи де Помпадур. Початий при житті і закінчений у 1764, після її смерті

Маркіза де Помпадур не мала безпосередньої влади, але користувалася необмеженим впливом на короля і брала активну участь у інтригах та закулісній боротьбі у Версалі. Така влада зажила їй багато ворогів серед королівських придворних, які вважали недостойним, що король зв'язав себе з безрідною Антуанеттою. Недоброзичливці поширювали про неї безконечні наклепи та глузливі куплети, т. зв. «пуассонади» — іронічні асоціації з її прізвищем Пуассон (фр. риба). Вона, в свою чергу, намовляла короля проти її ворогів.
Її вплив на політику був настільки вагомим, що у 1755 видатний австрійський дипломат звертався до неї за допомогою посприяти переговорам між двома країнами. Сприяння Маркізи Помпадур спричинило потепління у відносинах між Францією і Австрією, а це в свою чергу призвело до нової конфронтації між новими центрами сил у Європі, що згодом переросло у війну. Семирічна війна виявилася згубною для Франції із втратою Нової Франції в Канаді і поразки від Пруссії в битві при Розбасі у 1757 р. За переказами, після поразки при Розбасі саме вона втішала короля відомим висловом: «au reste, après nous, le déluge» («зрештою, після нас — хоч потоп»). Вона також сприяла потеплінню відносин між Францією та Іспанією, виступала проти єзуїтів.
Після 1752 р. відносини між маркізою і королем стали більш схожими на відносини друзів, ніж коханців. Король заводив нових коханок, а Маркіза Помпадур продовжувала бути його другом і конфідантом із значним впливом при дворі. Вона також мала дружні стосунки з королевою й іншими фаворитками короля. Її життя протягом 20 років при дворі не завжди було щасливим — вона пережила власну дочку Александрину, яка померла у дев'ятирічному віці. Сама маркіза померла у Версалі 15 липня 1764 р. від запалення легенів.

## Значення
Маркіза де Помпадур мала добру освіту та витончений смак, підтримувала інтелектуалів, художників та письменників свого часу, була меценатом. Так вона була знайома з Вольтером, ще тоді, коли про нього мало хто знав, мала з ним дружні стосунки та допомогла йому влаштуватися на державну службу. Маркіза допомагала Дідро у публікації його Енциклопедії. Біля маркізи гуртувалося багато інших бідних художників, скульпторів та письменників, яких вона підтримувала. В театрі, який вона заснувала у Версалі ставили п'єси відомих авторів Франції. Але Сучасники також звинувачували її у марнотратстві: так, навіть під час Семирічної війни вона продовжувала вести розкішне життя, будувати нові палаци та дарувати великі кошти своїм прихильникам.